# Florești (okręg Buzău)
Florești – wieś w Rumunii, w okręgu Buzău, w gminie Beceni. W 2011 roku liczyła 292 mieszkańców.